# Kościół Mariacki w Szczecinie
Kościół Mariacki w Szczecinie – gotycki kościół, który przez długie lata był najważniejszym, obok fary św. Jakuba, kościołem Szczecina. Zniszczony w wyniku pożaru w  1789 roku.

## Historia
W roku 1243 istniała w tym miejscu kaplica pod wezwaniem Najświętszej Marii Panny. W 1263 wzniesiono kościół murowany z fundacji księcia Barnima I Gryfity, który przekazał sąsiadujący z kościołem teren kanonikom i zezwolił na budowę zespołu kolegiackiego. Sam fundator po śmierci w 1278 spoczął w krypcie kościoła Mariackiego, który odtąd aż do roku 1346 pełnił funkcję głównej nekropolii Gryfitów. Oprócz fundatora w kościele spoczęli Barnim II, Bogusław IV oraz Otton I. Po kilkukrotnej rozbudowie w XIV i XV wieku świątynia zyskała formę trzynawowej hali z trójbocznie zamkniętym prezbiterium, otoczonym obejściem i kaplicami bocznymi. Początkowo planowano budowę dwóch wież, jednak wybudowano tylko jedną z nich.
Kościół Mariacki zyskał sławę najpiękniejszego kościoła w mieście, a także centrum kulturalnego i edukacyjnego miasta. W budynkach kolegiaty mariackiej istniała biblioteka i rozwijało się szkolnictwo klasztorne. Po wprowadzeniu reformacji na Pomorzu (sejm trzebiatowski, 1534), w budynkach kolegiaty mariackiej powstało książęce Pedagogium Szczecińskie (1543), kształcące szczecińskich humanistów. Kantorem chóru przy Pedagogium był kompozytor motetów, działający w Szczecinie na przełomie baroku i renesansu, Philipp Dulichius, także pochowany w kościele Mariackim.
W roku 1677 podczas oblężenia Szczecina przez Brandenburczyków, spłonął dach i hełm wieży, a sklepienia naw runęły. Kościół odbudowywano etapami w zbarokizowanej formie, odbudowę zakończono w 1707 roku. W roku 1693 kościół otrzymał nowy ołtarz główny, z obrazem przedstawiającym ukrzyżowanie. W roku 1709 wyposażenie wzbogaciło się o barokową ambonę i chrzcielnicę, zaś między 1768 a 1777 rokiem wykonano organy. Wieża świątyni została przebudowana według projektu Karla Dornsteina w latach 30. XVIII wieku. 
9 lipca 1789 podczas następnego pożaru kościół Mariacki spłonął. Pożar ten, wywołany uderzeniem pioruna, był katastrofą dla świątyni, która nigdy już nie dała rady podźwignąć się z pogorzeliska. Ocalałe elementy jego wyposażenia zostały wkrótce sprzedane. Porzucony gmach wyburzono w latach 1829–1830. W XIX wieku wybudowano na jego miejscu Gimnazjum Mariackie.
Po II wojnie światowej w jego budynku mieścił się Zespół Szkół Ogólnokształcących nr 6 składający się z IX LO i Gimnazjum nr 42.
Świadectwem istnienia kościoła Mariackiego w Szczecinie są dawne sztychy i ryciny, Domki Profesorskie, należące niegdyś do kanoników kapituły mariackiej, później do profesorów Pedagogium, nazwy ulicy Mariackiej i placu Mariackiego oraz tzw. Zaułek Mariacki – miejsce, gdzie zachowały się sąsiadujące z dawnym kościołem fragmenty muru dawnych zabudowań kolegialnych (ściana z widocznymi barokowymi ostrołukami na licu muru).

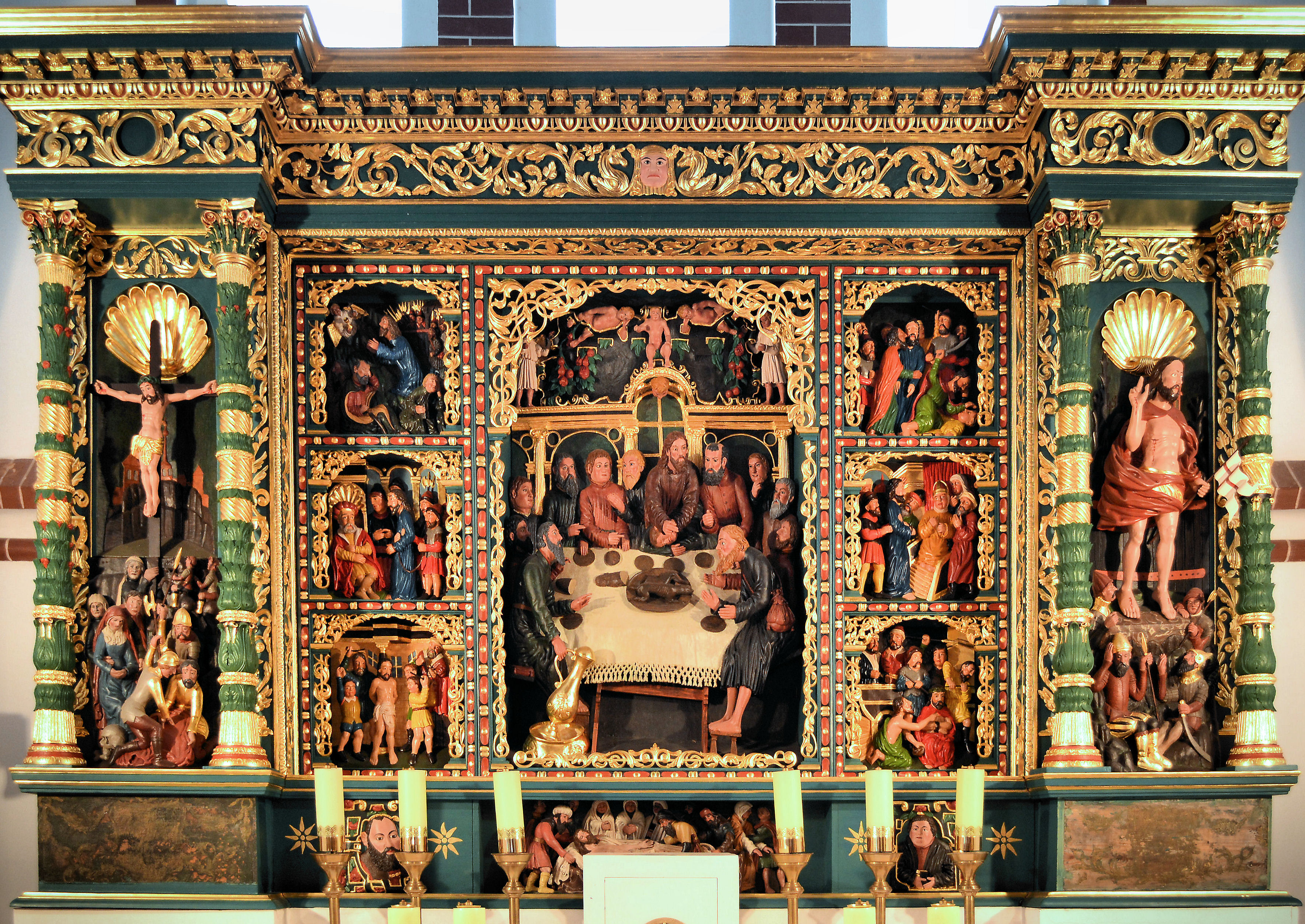
Zachowany ołtarz z kościoła Mariackiego (obecnie w Sownie)
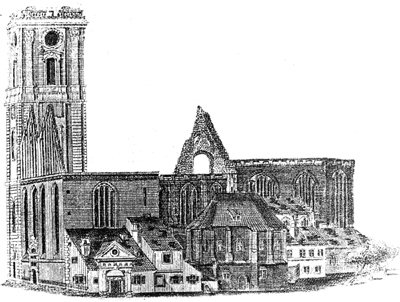
Widok kościoła pw. NMP od południa po pożarze w 1789 r. według C. Friedricha
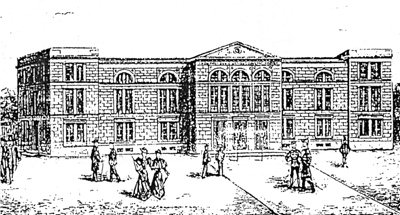
Gimnazjum Mariackie wybudowane na miejscu kościoła pw. NMP. Widok od południa, po 1884 r.